# Werner Herzog
  Werner Herzog    (Múnic, 5 de setembre de 1942) és un actor, director, documentalista i productor alemany. El seu vertader nom és Werner Stipetic.

## Biografia
Va néixer a Múnic, però va passar tota la seva infantesa en un poble a les muntanyes de Baviera. Va créixer sense ràdio ni cinema, en ple contacte amb la natura, allunyat del món. Segons ell mateix afirma, no va tenir coneixement de l'existència del cinema fins als dotze anys així com tampoc havia vist un cotxe fins aquesta edat; als disset anys va fer la seva primera trucada per telèfon. Als tretze anys el van dur a Múnic perquè iniciés els seus estudis secundaris. La seva família es va allotjar provisionalment en una pensió on, casualment, també s'allotjava Klaus Kinski, (n. 1926), actor que en un futur seria clau per a la seva carrera cinematogràfica. Kinski ni va reparar en el jove Herzog de tretze anys, però el futur director sí va reparar en el singular actor.
Durant la seva adolescència Herzog va experimentar una intensa etapa religiosa que el va fer convertir-se al Catolicisme. Aquest fet li va fer tenir fortes discussions amb els seus parents, ja que aquests eren ateus convençuts. Per aquesta època també va començar a fer els seus primers viatges llargs a peu. Cap als quinze anys va travessar Europa des de Múnic fins a arribar a Albània. També va fer a peu el viatge que el va dur a Grècia. Cap als disset anys va decidir dedicar-se al cinema. Per pagar-se els seus primers curtmetratges va treballar en diversos oficis combinant-los amb els seus estudis secundaris i posteriorment, universitaris. Va iniciar estudis d'Història, Literatura i teatre a Múnic. Cap al 1960 va aconseguir la beca Fulbright per al Seminari de Cinema de la Universitat de Duquesne, a Pittsburgh. A pesar de participar en seminaris universitaris de cinema, Herzog no va estudiar aquesta disciplina en cap escola ni tampoc va treballar com a assistent de cap director de cine; la seva formació és completament autodidacta. Als Estats Units va combinar novament els seus estudis amb diverses feines amb l'objectiu d'estalviar diners. El 1962, als vint anys, va fundar la seva productora de cine Herzogfilmproduktionen. El 1963 comença la filmació del seu primer curtmetratge, Herakles, al que seguirien Game in the sand (1964), Last words (1967) i The umpreceded defence... (1967). Després d'aquesta primera etapa de formació en el curtmetratge va realitzar el seu primer llargmetratge, Lebenszeichen (Senyals de vida), subvencionat per l'Institut de Cinema Alemany que buscava promocionar nous cineastes. La pel·lícula va guanyar el Premi Alemany de Cinema. A partir d'aquí, Herzog va iniciar una carrera singular on ha combinat la filmació de llargmetratges, documentals, direcció d'òpera, actuació i redacció de guions. Actualment, Werner Herzog segueix en actiu.

## Obra
Fundador del Nou Cinema Alemany, juntament amb Rainer Werner Fassbinder, ja en els seus primers curts, com Herakles o Game in the sand, Werner Herzog deixa clara la seva preferència pels anti-herois: personatges de singular personalitat enfrontats a un món hostil; la lluita per la seva supervivència o per defensar les seves idees està sempre destinada al fracàs. Els seus personatges es rebel·len davant l'absurditat de les seves vides i la seva lluita contra aquesta situació els porta a la bogeria, l'anul·lació total o la mort. Això queda ben definit en el seu primer film, Lebenszeichen, on un jove soldat alemany destinat a una inhòspita illa grega durant la Segona Guerra Mundial embogeix per culpa de la inutilitat de la seva missió i la impossibilitat de poder comunicar-se amb els habitants de l'illa. La seva bogeria es representa amb la visió d'un miler de molins de vent que només ell pot veure.
Cal assenyalar també que Werner Herzog no distingeix mai les seves pel·lícules i els seus documentals. En la seva obra, ambdues disciplines es fonen formant una de sola. Així doncs, les seves pel·lícules es poden visionar com llargmetratges normals o documentals, ja que els dos estils es combinen. El mateix Herzog sosté que el seu millor documental és Fitzcarraldo.
En l'obra d'Herzog podem trobar dos tipus de personatges i temes:
Personatges megalòmans: rebels, supervivents i sovint, sense cap escrúpol, enfrontats a un món hostil que els colpeja i que no els perdona la seva originalitat. Les seves empreses o idees estan destinades al fracàs. Dins aquest apartat podem trobar, entre d'altres, a personatges com:
- Lope d'Aguirre, (Aguirre, la còlera de Déu), el soldat espanyol que es va rebel·lar contra el rei Felip II, i que es va endinsar en la selva amazònica a la cerca d'El Dorado.
- B. S. Fitzgerald àlies Fitzcarraldo, (Fitzcarraldo), el melòman apassionat per l'òpera que per a muntar una representació enmig de la selva, és capaç d'aventurar-se a recol·lectar cautxú per pagar el muntatge. Per guanyar temps i vendre al més ràpidament possible el cautxú, fa creuar el seu vaixell d'un riu a un altre fent-lo pujar per una muntanya amb l'ajut dels indis.
- Da Silva, (Cobra Verda), el comerciant d'esclaus brasiler establert a l'Àfrica i que dirigeix el seu negoci amb mà dura, fins que diferents enfrontaments civils acaben el seu pròsper negoci portant-lo a la ruïna i a adonar-se de com n'era de criminal la seva activitat.
- El profeta de Cor de vidre, que en intentar descobrir les propietats d'una misteriosa pedra-robí, duu a un poble a un estat de trànsit i bogeria col·letives. Els actors van rodar algunes escenes sota hipnosi.
- Hanussen, (Invencible), el prestidigitador farsant, manipulador i sense escrúpols que creu enganyar als nazis per aconseguir d'ells establir un Ministeri de les Ciències Ocultes, fins que es troba amb el forçut jueu Zische, representació de la innocència i la bondat, que el duu a la destrucció.

Personatges singulars:
- Els nans, (Els nans també van començar petits). Aquests nans maltractats i tancats en un correccional inicien una grotesca rebel·lió que els duu a cometre actes cruels i sanguinaris.
- Kaspar Hauser, (L'enigma de Kaspar Hauser). La vertadera història d'aquest jove alemany que va aparèixer un dia pels carrers de Nuremberg el 1828. Havia passat la major part de la seva vida tancat en un soterrani i es desconeixia quins eren els seus orígens i per què un bon dia se'l va alliberar. Hauser va aprendre en cinc anys a llegir, escriure poesia, caminar correctament, tocar el piano, conversar i relacionar-se amb el món amb fluïdesa. Un ésser que era una pàgina en blanc trasplantat a un món decadent totalment desconegut per ell. Herzog insisteix en com Hauser va dur la seva particularitat amb gran dignitat mentre que la societat burgesa, interessada morbosament en el seu cas, era realment l'excèntrica i malalta d'aquesta història. La singularitat i la innocència de Hauser no li van ser perdonades i va morir assassinat. Mai es va esclarir el mòbil del crim.
- Woyzeck, (Woyceck). Aquesta cinta és, pràcticament, teatre filmat basat en l'obra inacabada de Burchner. Woyzeck l'innocent soldat que és maltractat pels seus superiors fins a fer-lo embogir.
- Stroszek, (Stroszek), l'antic pres alemany que emigra als Estats Units i és devorat pel somni americà.
- Nosferatu, (Nosferatu, fantasma de la nit). Revisitació de la pel·lícula de F.W. Murnau. Nosferatu, el no-mort, el qual el seu romanticisme decadent e impossible porten la malaltia i la mort al petit poble on s'instal·la.
- Zische Breitbart, (Invencible), l'innocent forçut jueu polonés que viu en el Berlín just en els dies en què el nazisme està en plena ascensió. Pateix visions i prediu l'Holocaust, fet que el duu a creure que és escollit per Déu per advertir al seu poble del perill imminent que se'ls acosta. Però ningú se l'escolta.

Amb freqüència, Werner Herzog s'inspira en personatges que van existir realment, com Aguirre, Fitzcarraldo, Hanussen o Kaspar Hauser, entre d'altres. En els seus documentals aquesta premissa també és bàsica, ja que té especial interés a presentar-nos persones, grups de gent o ètnies que viuen o han viscut situacions difícils i que han lluitat contra tot tipus d'obstacles per poder sobreviure o per aconseguir els objectius que s'havien proposat.
La música en els treballs d'Herzog és com un personatge més. Des de les seves primeres pel·lícules ha comptat amb la col·laboració del grup alemany Popol Vuh que li ha compost, entre d'altres, la banda sonora d'Aguirre, la cólera de Déu, Fitzcarraldo o Cobra Verda. La seva vincul·lació amb la música l'ha dut a dirigir òperes. Va debutar com a tal dirigint Tanhaüsser, de Richard Wagner, per al Festival de Bayreuth el 1988. Herzog afirma que la música és l'art que més fàcilment arriba i commou a l'ésser humà. És possible que per la seva passió per l'òpera la seva obra al cinema ha estat titllada algun cop com a wagneriana. Sovint podem trobar partitures d'òperes o de música clàssica a les bandes sonores de les seves pel·lícules i documentals.
Els paisatges són fonamentals en la seva obra. Herzog afirma que més d'una de les seves pel·lícules van sorgir d'un paisatge, com per exemple Signes de vida o Fitzcarraldo. Sovint les trames de les pel·lícules es troben en localitzacions on la natura és hostil o d'una exuberància sense límits. Aquesta particularitat es manifesta tant en els seus documentals com als seus llargmetratges. L'esplendor de la natura sempre amaga per a Herzog un costat fosc i sovint maligne per als seus anti-herois. Pot dir-se que el paisatge és un personatge més de les seves històries i té un paper protagonista en el desenvolupament de la trama.
Encara que fuig del Cinéma Verité, Herzog sempre busca efectes visuals reals en les seves pel·lícules. És a dir, no hi ha efectes especials artificials. L'atrotinat vaixell que és hissat per una muntanya a Fitzcarraldo per a traslladar-lo d'un riu a un altre, va ser realment transportat i hissat per un nombrós grup d'indígenes, tal com es veu a la pel·lícula. Herzog assegura que no busca enganyar a l'espectador: el que es veu és el que hi ha. A Aguirre va fer caminar els actors per la selva fins a l'extenuació per a reflectir el vertader esgotament que van patir els conqueridors espanyols. Zische, el forçut jueu del film Invencible, està interpretat per Jouko Ahola, qui va guanyar tres cops el títol de l'Home més fort del Món; totes les escenes on mostra la seva força són reals. Per blasmar la realitat, Herzog no dubta en contractar actors totalment amateurs como Bruno S. que va interpretar Kaspar Hauser o el mateix Ahola. Tampoc dubta en filmar en els llocs on van ocórrer realment els fets que explica a les seves pel·lícules. Com els seus personatges que han de lluitar contra innumerables obstacles en empreses gairebé impossibles o patir la incomprensió, Herzog mateix viu aquestes experiències en els seus rodatges que normalment són duts a terme en condicions especialment difícils. Així, autor i obra es fonen totalment.
També cal destacar que en els seus llargmetratges ambientats en la selva de l'Amazones o a l'Àfrica, fa participar de manera activa als indígenes, mostrant-nos les seves costums i la seva idiosincràsia. Normalment tenen un paper fonamental en l'argument i sovint intervenen activament en els desenllaç de la història. Quan filma documentals sobre indígenes, tribus o col·lectius ètnics, siguin d'on siguin, sempre ho fa com a denúncia d'alguna situació d'abús u opressió que aquests han hagut de patir. Com per exemple va fer amb La balada del petit soldat on ens parla dels nens de la tribu amazònica dels moskito que van ser utilitzats com a guerrillers de la Contra a Nicaragua.

### Klaus Kinski
No es pot parlar de la filmografia d'Herzog sense comentar la seva tensa i difícil relació professional amb l'actor alemany Klaus Kinski. Amb ell va rodar cinc pel·lícules, potser les més emblemàtiques en la carrera d'Herzog i també les més importants en la carrera de Kinski. Herzog va reflectir aquesta difícil relació, que algun cop va arribar a l'enfrontament físic, en el documental Mein liebstein feind (El meu enemic íntim), filmat l'any 1999.

## Crítiques
Els treballs d'Herzog han rebut grans elogis de la crítica i li han donat molta popularitat en els circuits especialitzats. Alhora ha estat objecte de controvèrsies pels temes i missatges de les seves pel·lícules i documentals. Especialment per les circumstàncies relatives a la seva creació. Un exemple significatiu va ser Fitzcarraldo, en què l'obsessió, el tema central de la pel·lícula, va ser reproduïda pel director durant la filmació.

## Premis[2]
Herzog ha guanyat una bona colla de premis al llarg de la seva carrera. El més important és sens dubte el premi a millor director al Festival Internacional de Cinema de Canes l'any 1982. Més recentment, el seu documental Grizzly Man va guanyar el premi Alfred P. Sloan, atorgat en el Festival de Cinema Independent de Sundance, l'any 2005.

## Filmografia com a director[3]

### Llargmetratges
- Family Romance, LLC (2019)
- La reina del desert (2015)
- My Son, My Son, What Have Ye Done 2010.
- El tinent corrupte 2009.
- Encounters at the end of the world 2007
- Rescue Dawn 2006
- The Wild Blue Yonder 2005
- Invincible – Unbesiegbar 2001
- Cerro Torre: Schrei aus Stein 1991
- Cobra Verde 1988
- Wo die grünen Ameisen träumen 1984
- Fitzcarraldo 1982
- Woyzcek 1979
- Nosferatu: Phantom der Nacht 1979
- Stroszek 1977
- Herz aus Glas (1976)
- L'enigma de Gaspar Hauser 1974
- Aguirre, la còlera de Déu 1973
- Fata Morgana 1971
- Auch Zwerge haben klein angefangen 1970
- Lebenszeichen 1968

### Curtmetratges
- The unprecedented defence of the Fortress Deutshkreuz 1967
- Last Words 1967
- Game in the Sand 1964
- Herakles 1962

### Documentals i treballs per a la TV
- Die fliegenden ärzte von ostafrika 1968
- Lands des schweigens und der dunkelheit 1971

Guió: Werner Herzog
- Behinderte zukunft 1971
- How much wood would a Woodchuck Chuck 1976
- La soufrière 1977
- Was ich bin sind meine filme 1978
- God's Angry Man 1980
- Huies Predigt 1980
- Ballade vom kleinen soldaten 1984 Co-Director: Denis Reichle
- Gasherbrum - Der Leuchtende Berg 1984
- Wodaabe - Herdsmen of the Sun 1989
- Echos aus einen düsteren reich 1990
- Jag Mandir: The Eccentric Private Theater of the Maharaja of Udaipur 1991
- Filmstunde 1992
- Lektionen in Finsternis 1992
- Glocken aus der tiefe 1993
- The Transformation of the World into Music 1994
- Death for Five Voices 1995
- Little Dieter Needs to Fly 1997
- Wings of Hope 1998
- Mi enemigo íntimo (Mein Liebster Feind) 1999
- Grizzly Man (2005)

- Into the Abyss 2011
- Lo and Behold, Reveries of the Connected World (2016)
- Into the Inferno (2016)
- Salt and Fire (2016)
- Meeting Gorbachev (2018)
- Nomad: In the Footsteps of Bruce Chatwin (2019)
- Fireball: Visitors from Darker Worlds (2020)
- The Fire Within: Requiem for Katia and Maurice Krafft (2022)
- Theatre of Thought (2022)

## Filmografia com a actor
- Werner Herzog eat his shoe 1980
- Tokyo-Ga 1985 de Wim Wenders
- El poder d'un déu 1990 de Peter Fleischmann
- Más allá de los sueños 1998 de Vincent Ward
- Julien Donkey-Boy 1999 de Harmony Korine
- Mi enemigo íntimo 1999 de Werner Herzog
- The Mandalorian 2020 Temporada 1.

## Filmografia com a productor
- Aguirre, la cólera de Déu, 1972, de Werner Herzog
- Nosferatu, fantasma de la nit, 1979, de Werner Herzog
- Fitzcarraldo, 1982, de Werner Herzog
- Invencible, 2001, de Werner Herzog

## Treballs a l'Òpera
- Doktor Faustus (1986, Teatro Comunale di Bologna)
- Lohengrin (1987, Bayreuth Festival)
- Giovanna d'Arco (1989, Teatro Comunale di Bologna)
- La Donna del lago (1992, Teatro alla Scala, Milan)
- The Flying Dutchman (1993, L'Opéra de la Bastille)
- Il Guarany (1993, Opera Bonn)
- Norma (1994, Verona Arena)
- Il Guarany (1996, Washington National Opera)
- Chushingura (1997, Tokyo Opera)
- Tannhäuser (1997, 1998 Teatro de la Maestranza; Teatro di San Carlo; Teatro Massimo)
- The Magic Flute (1999, Teatro Bellini, Catania)
- Fidelio (1999, Teatro alla Scala)
- Tannhäuser (Wagner) (2000)
- Giovanna d'Arco (2001, Teatro Carlo Felice, Genova)
- Tannhäuser (2001, Teatro Municipal; Houston Grand Opera)
- Die Zauberflöte (2001, Baltimore Opera)
- The Flying Dutchman (2002, DomStufen Festspiele Erfurt)
- Parsifal (2008, Palau de les Arts, València)

## Treballs en teatre
- Floresta Amazonica (A Midsummer Night's Dream) (1992, Teatro Joao Caetano)
- Varété (1993, Hebbel Theatre)
- Specialitaeten (1993, Etablissement Ronacher)